# Francis Hunter
Francis "Frank" Townsend Hunter (Nova York, 28 de junho de 1894 - Palm Beach, 2 de dezembro de 1981) foi um tenista profissional estadunidense. Medalhista olímpico de ouro em duplas com Vincent Richards.

## Grand Slam finais

### Simples: 3 (3 vices)
| Resultado | Ano  | Campeonato         | Oponentes     | Placar                  |
| Vice      | 1923 | Wimbledon          | Bill Johnston | 0–6, 3–6, 1–6           |
| Vice      | 1928 | U.S. Championships | Henri Cochet  | 6–4, 4–6, 6–3, 5–7, 3–6 |
| Vice      | 1929 | U.S. Championships | Bill Tilden   | 6–3, 3–6, 6–4, 2–6, 4–6 |

### Duplas: 3 (3 títulos)
| Resultado | Ano  | Campeonato         | Parceira         | Oponentes                               | Placar                   |
| Campeão   | 1924 | Wimbledon          | Vincent Richards | Watson Washburn Richard Norris Williams | 6−3, 3−6, 8−10, 8−6, 6−3 |
| Campeão   | 1927 | Wimbledon          | Bill Tilden      | Jacques Brugnon Henri Cochet            | 1–6, 4–6, 8–6, 6–3, 6–4  |
| Campeão   | 1927 | U.S. Championships | Bill Tilden      | Richard Norris Williams Bill Johnston   | 10–8, 6–3, 6–3           |

### Duplas Mistas: 4 (2 títulos, 2 vices)
| Resultado | Ano  | Campeonato           | Parceira          | Oponentes                      | Placar        |
| Campeão   | 1927 | Wimbledon            | Elizabeth Ryan    | Kathleen McKane Leslie Godfree | 8–6, 6–0      |
| Vice      | 1928 | French Championships | Helen Wills       | Eileen Bennett Henri Cochet    | 6–3, 3–6, 3–6 |
| Vice      | 1929 | French Championships | Helen Wills       | Eileen Bennett Henri Cochet    | 3–6, 2–6      |
| Campeão   | 1929 | Wimbledon            | Helen Wills Moody | Joan Fry Ian Collins           | 6–1, 6–4      |

## Ligações Externas
- Perfil no ITHF